# Max Jammer
Max Jammer (né le 13 avril 1915 – mort le 18 décembre 2010) est un physicien et philosophe israélien  d'origine allemande. Professeur dans ces disciplines dans plusieurs universités en Israël et aux États-Unis, il a également co-fondé l'Institut de philosophie des sciences de l'université de Tel Aviv et été président de l'Association pour l'avancement des sciences en Israël. Il a été professeur invité à l'École polytechnique fédérale de Zurich, l'université de Göttingen, l'Institut Henri-Poincaré, l'université Columbia, l'université catholique d'Amérique de Washington D.C. ainsi que d'autres universités aux États-Unis et au Canada.

## Biographie
Jammer étudie la physique, la philosophie et l'histoire des sciences, d'abord à l'université de Vienne, puis, à partir de 1935, à l'université hébraïque de Jérusalem, où il obtient un PhD en physique expérimentale en 1942.
Après avoir servi dans l'armée britannique jusqu'à la fin de la Seconde Guerre mondiale, Jammer retourne à l'université hébraïque, où il enseigne l'histoire et la philosophie des sciences. En 1952, il déménage aux États-Unis pour fréquenter l'université Harvard. Il y enseigne et devient collègue d'Albert Einstein à l'université de Princeton. À la même époque, il enseigne également à l'université d'Oklahoma et l'université de Boston, puis retourne en Israël en 1956 pour fonder et enseigner au département de physique de l'université Bar-Ilan, où il sera également président et recteur.

## Prix et distinctions
- 1984 : prix Israël[1],
- 2003 : prix EMET (en) remis par le Premier ministre d'Israël,
- 2007 : prix Abraham Pais remis par la  Société américaine de physique[2]